# Shake Your Body (Down to the Ground)
Shake Your Body (Down To The Ground) – singel The Jacksons z albumu Destiny. Utwór został napisany przez Michaela Jacksona i jego brata Randy’ego.
Oryginalne demo utworu pod nazwą „Shake a Body” zostało wydane na The Ultimate Collection w 2004 roku.

## Lista utworów
1. „Shake Your Body (Down To The Ground)”
2. „That’s What You Get (for Being Polite)”

## Notowania
| Lista (1978)                      | Najwyższa pozycja |
| --------------------------------- | ----------------- |
| Billboard Hot 100                 | 7                 |
| Billboard Hot R&B/Hip-Hop Singles | 3                 |